# كارول براونر
كارول مارثا براونر (بالإنجليزية: Carol Browner)‏ (ولدت في 16 ديسمبر 1955) هي محامية وناشطة بيئية وسيدة أعمال أميركية شغلت منصب مدير مكتب البيت الأبيض للطاقة وتغير المناخ في إدارة أوباما من 2009 إلى 2011. شغل براونر سابقا منصب مدير وكالة حماية البيئة (EPA) خلال إدارة كلينتون من 1993 إلى 2001. وتعمل حاليا كمستشار أول في مجموعة أولبرايت ستونبريدج، وهي شركة إستراتيجية أعمال عالمية.
نشأت براونر في فلوريدا وتخرجت من جامعة فلوريدا وكلية القانون في جامعة فلوريدا. دخلت لفترة مجلس نواب ولاية فلوريدا، وعملت بعدها في منظمة سيتيزن أكشن في واشنطن العاصمة، وأصبحت مساعدة قانونية للسيناتورين لوتون تشايلز وآل غور. ثم ترأست براونر إدارة فلوريدا للتنظيم البيئي من عام 1991 إلى عام 1993، حيث حولتها إلى إحدى أنشط الإدارات في حكومة الولاية.
حتى عام 2017، فإن براونر هي صاحبة أطول فترة إدارة في تاريخ وكالة حماية البيئة، حيث بقيت خلال فترتي رئاسة بيل كلينتون. أعادت تنظيم هيكل إنفاذ القوانين في الوكالة وأشرفت على برنامجين جديدين يهدفان إلى إقامة شراكات مرنة مع الصناعة كبديل للتنظيم التقليدي. وقد بدأت برنامجا ناجحا للتعامل مع الأراضي الملوثة في المناطق الحضرية. وقد أخذت زمام القيادة داخل الإدارة في الدفاع عن القوانين والميزانيات البيئية القائمة، وكانت القوة الدافعة وراء تشديد معايير جودة الهواء التي قادت إلى معركة سياسية وقانونية مطولة.
بعد ذلك، أصبحت براونر عضوا مؤسسا لمجموعة أولبرايت وأولبرايت كابيتال مانجمنت خلال العقد الأول من القرن الحادي والعشرين. وعملت أيضا في عدد من مجالس الإدارة واللجان المعنية بالقضايا البيئية. وكانت توصف عن دورها في إدارة أوباما بلقب «قيصر الطاقة» أو «قيصر المناخ». لم تكون جهودها لإقرار تشريعات شاملة بشأن المناخ والطاقة في الكونغرس مثمرة، لكنها لعبت دورا بارزا في استجابة الحكومة الفيدرالية لأزمة ناقلة النفط ديبواتر هورايزون في عام 2010. غادرت منصبها في عام 2011 وتم إلغاء المنصب نفسه بعد ذلك بوقت قصير. انضمت بعدها إلى مجموعة أولبرايت ستونبريدج المدمجة، وواصلت نشاطها في العديد من مجالس المنظمات البيئية، انضمت إلى مجالس إدارة بعض الشركات ذات الصلة بالطاقة والزراعة، وأصبحت داعية للطاقة النووية ردا على مخاطر الاحترار العالمي.

## النشأة والتعليم
ولدت براونر في ميامي، وهي ابنة إيزابيلا هارتي هيوز ومايكل براونر، وكلاهما كان أستاذا في كلية ميامي ديد المجتمع، وذلك في العلوم الاجتماعية والإنجليزية على التوالي. لديها أختان أصغر منها.  نشأت براونر في ساوث ميامي، وكانت تزور مستنقعات إيفرجلادز القريبة - على دراجتها الهوائية وهو ما أعطاها صلة وثيقة بالعالم الطبيعي.
تلقت براونر درجة البكالوريوس من جامعة فلوريدا في عام 1977، وتخصصت في اللغة الإنجليزية.  ثم تخرجت من كلية الحقوق بجامعة فلوريدا بدرجة دكتوراه في عام 1979.

## روابط خارجية
- كارول براونر على موقع الموسوعة البريطانية (الإنجليزية)
- كارول براونر على موقع مونزينجر (الألمانية)
- كارول براونر على موقع إن إن دي بي (الإنجليزية)